# فاطمه بنت خطاب
فاطمه بنت خطاب (به عربی: فاطمة بنت الخطاب)، زنی اهل عربستان از تیره بنی‌عدی قبیله قریش و از صحابه محمد پیامبر اسلام بود. او خواهر عمر (حک. ۶۳۴–۶۴۴) و زید بن خطاب و کوچک‌ترین دختر خطاب بن نفیل بود که او را به ازدواج برادرزاده‌اش، سعید بن زید درآورد. فاطمه به همراه همسرش هر دو همزمان به اسلام گرویدند.

## زندگی‌نامه
فاطمه دختر خطاب بن نفیل و مادرش حنتمه بنت هشام بود. او و شوهرش سعید حداکثر تا سال ۶۱۴ میلادی مسلمان شدند. شوهرش سعید را مردی قدبلند، پرمو و تیره‌پوست توصیف کرده‌اند.
فاطمه نیز از نخستین کسانی بود که به اسلام گروید. در ابتدا آنها ایمان خود را مخفی نگه داشتند زیرا عمر برادر فاطمه، از مخالفان برجسته مسلمانان بود. خباب بن ارت اغلب به خانه آنها می‌آمد و قرآن را برای فاطمه و شوهرش می‌خواند.
یک روز در حالی که خباب مشغول خواندن بود عمر وارد خانه آنها شد و پرسید که «بلدرداش» چیست. وقتی آنها انکار کردند که چیزی خوانده شده است، عمر سعید را گرفت و او را به زمین زد. فاطمه برای دفاع از شوهرش برخاست و عمر آنقدر او را زد که خون از بدنش جاری شد. این زوج اعتراف کردند که مسلمان هستند. عمر با دیدن خون، از کردهٔ خود پشیمان شد و پرسید که ببیند چه می‌خواندند. این سوره طه بود که بعدها بیستمین سوره قرآن شد. عمر که تحت تأثیر زیبایی کلمات قرار گرفته بود، تصمیم گرفت مسلمان شود.